# Kṣatriya
Gli kṣatriya (in sanscrito क्षत्रिय, con grafia anglicizzata kshatriya) sono la seconda casta nel sistema delle caste induiste, sotto ai bramini e sopra a vaiśya, śūdra.

## Descrizione
Con tale sostantivo maschile sanscrito si indica la casta dei guerrieri, dei militari, quindi di coloro che hanno il potere, il dominio, cioè i regnanti. Secondo l'Induismo sono stati creati dalle braccia del dio Brahmā.

## Nella cultura religiosa vedica
Collocati subito dopo i bramini, gli kṣatriya rappresentano nei Veda la casta guerriera al cui interno sono scelti i rājan (i "re"; cfr. il latino rex), quindi coloro che si occupano di condurre la guerra, coadiuvati dai capi "orda" (grāma), i grāmaṇi, quando sono stanziati su uno specifico territorio, o dai capi "esercito" (sénā), i sénānī, quando guidano un esercito che prescinde da uno specifico territorio.
Gli kṣatriya sono quindi quei "giovani", i "mortali", pronti alla "morte" (mṛtyu), ossia marya, detti anche vṛka ("squartatori di lupi"), caratterizzati dai lunghi capelli intrecciati e dal furor bellico (divinizzato in Manyu).